# Titularbistum Marmarizana
Marmarizana ist ein Titularbistum der römisch-katholischen Kirche. 
Es geht zurück auf ein früheres Bistum in der römischen Provinz Macedonia bzw. Thessalia im heutigen Griechenland. Es gehörte zur Kirchenprovinz Novae Patrae.
| Titularbischöfe von Marmarizana |                 |                                                        |                 |                    |
| Nr.                             | Name            | Amt                                                    | von             | bis                |
| 1                               | Thomas O’Beirne | Koadjutorbischof von Ardagh (und Clonmacnois) (Irland) | 26. August 1739 | 19. September 1739 |